# Karen Power
Karen Power (* 1977) ist eine irische Komponistin.
Das Werk von Karen Power umfasst Kompositionen für Orchester, Ensembles, Solowerke, Kammermusik und Klanginstallationen. In ihre Komposition bezieht sie alltägliche Geräusche und Kläng  mit ein.

## Leben und Wirken
2009 hat Power einen Ph.D. in akustischer und elektroakustischer Komposition bei Michael Alcorn am SARC (Sonic Arts Research Centre) der Queen’s University in Belfast abgeschlossen. 2013 erschien ihre erste CD is it raining while you listen bei Farpoint Recordings. 
Karen Power hat u. a. Kompositionsaufträge vom RTÉ, ConTempo Quartet, Sonar Quartett, ensemble mosaik, Ultraschall Berlin erhalten und ihre Musik wurde u. a. vom RTÉ National Symphony Orchestra, Ensemble Modern und Quiet Music Ensemble aufgeführt.
Seit 2017 leitet Karen Power das irische Kollektiv Sounding the Feminists.

## Auszeichnungen
- Composer in Residence bei The Galway Music Residency und Music Generation.
- Im Jahr 2015 war sie zu Gast beim Berliner Künstlerprogramm des DAAD.[3]

## Werke (Auswahl)
Orchesterwerke
- no chaos: only organised panic (2011) für großes Orchester (3/3/3/3; 4/3/3/1; 2 Schlagzeug; 16/14/12/10/8) & Elektronik [12’40’’]
- one piece of chocolate per bar (2008) für Orchester (3/2/2/2; 4/2/3/1; Schlagzeug; 12/10/8/6/4) [10’00’’]

Ensemblewerke
- veiled babble (2016) für Kammerensemble und Tape [28’40’’]
- cold or hot bean slurper (2013) für Kammerensemble [14’00’’]
- pink fluffy alarmetts still sound (2010) für großes Ensemble und singenden Dirigenten [10’00’’]
- squeeze birds to improve your garden’s plant variety (2008) für mindestens 3 Holz- oder Blechblasinstrumente, 2 Streichinstrumente und Elektronik [9’00’’]
- we’re not there yet (2005) für Altflöte, Blockflöte, Violine, Violoncello und zwei Musiker mit Stein- und Holzobjekten [9’00’’]
- as happy as owlies in their hammocks (2005) für großes Ensemble und fünf Singstimmen [5’00’’]

Kammermusik
- sonic pollinators (2017) für Posaune, E-Gitarre, Violoncello, Keyboard und Tape (quadrophon) [40’00’’]
- sounds like... (2017) für 2 Hörner, 2 Posaunen [4’00’’]
- here not here (2016) für Streichquartett & Tape (quadrophon) [24’30’’]
- sounds of time and place (2015) für Streichquartett, Soundscape und Live-Elektronik [26’00’’]
- hearing leaves (2013) für Streichquartett [14’00’’]
- armed only with nuts (2012) für Stimme, Bassklarinette, Schlagzeug, Violoncello und Dirigenten
- is it raining while you listen (2011) für Altflöte, Violine, Klavier [9’00’’]
- the colourful digestive palette of slugs (2010) für Bassklarinette, Klavier und Tape [9’20’’]

Solowerke
- outside voice inside (2017) für Oboe und Tape (quadrophon) [16’25’’]
- wind illusions (for Pauline) (2017) für Glissandoflöte und Tape (quadrophon) [13’30’’]
- a delicious state of being (2016) für Bassflöte und Tape [9’20’’]
- sonic cradle (2016) für Violine, Tape und projizierte Fotografien [12’00’’]
- quack moo sigh (2015) für Stimme und Tape [16’30’’]
- deafening silence (2014) für Klavier und Tape [5’37’’]

Elektroakustische Werke
- hidden allure (2016) für Tape (quadroph.) [12’00’’]
- forever ricefields (2014) für Tape (stereo) [14’00’’]
- fried rice, curried chip and a diet coke (2007) für Tape (stereo) [10’32’’]

Installationen
- once below (2015) Doppelquadrophonische Klanginstallation mit vier Live-Musikern in zwei Räumen [60’00’’]
- birds I view through cracks (2010) Quadrophonische Klanginstallation [20’00’’]
- some things just are (2008) Klang- und Videoinstallation mit Live-Improvisation [40’00’’]